# Ранджит Сінґх
Ранджит Сінґх (*13 листопада 1780 —27 червня 1839) — засновник Сикхської імперії, правив у 1801—1839 роках.

## Життєпис

### Молоді роки
Народився у містечку Гуджранвала. Походив зі впливової сикхської родини. При народженні отримав ім'я Будда, але через тиждень переймований батьком на Ранджита. У дитинстві внаслідок хвороби на віспу втратив око. Його батько Мага Сінґх активно розширював свій місаль. 1786 року оженився на Мехтаб Каур, онуці впливового місальдара Джая Сінґха Канхеї. Після смерті Маги Сінґха у 1792 році Ранджит перебував під опікою своєї тещі Саді Каур. У 1795 році відновив владу над Гуджранвалом, отримавши титул місальдара. Головною метою стало об'єднання усіх 12 місалей (частини сикхської громади Халса) в єдину, міцну державу.

### Створення держави
У 1799 році захоплює важливе місто Лахор, віднявши його в Гулаб Сінґха. До 1801 року підкорив східний та північний Пенджаб, а також міжріччя між Джелумом та Сатленджем. У 1801 році сів на трон як перший володар (магараджа) Сикхської імперії(на це йому давало право володіння Лахором). Разом з тим йому довелося протидіяти Дурранійській імперії, під час війни з якою Ранджит вдерся до області Сархад. 
Також значну проблему становив Фатех  Сінґх, раджа Ахлувалії, який хоча визнав Ранджит Сінґха магараджею, але залишався правителем найвпливовішого місаля сикхів. 1802 року побратався з ним, обмінявшись тюрбанами. Після цього Фатех Сінґх виступав союзником. Того ж року захопив в Гурдит Сінґха Амрітсар, а згодом після смерті Баґхела Сінґха — місаль Панджгархія. 
1804 року захопив в Будх Сінґха, місальдара Сінґхпурії, частину володінь (доаб Барі - міжріччя Раві і Біасу). До 1805 року Ранджит Сінґх також заволодів Мултанською областю. 1805 року йому добровільно підпоряджувався Джодх Сінґх, місальдар Рамгархії, натомість той зберіг значну політичну автономію та внутрішню незалежність. Тоді ж вперше Ранджит Сінґх стикнувся з британцями. 1807 року після смерті сардара Тара Сінґха, який ще у 1799 році обровільно підкорився, приєднав до своїх володінь його місаль Далевалія. 1808 року захопив в Даї Канвар місаль Нішанвалі.

Почав вести перемовини щодо об'єднання сил з магараджею Ясвантом Рао Холкаром, проте представники Британської Ост-Індської компанії переконали володаря сикхів укласти з ними мир, що й було зроблено в Амрітсарі у 1809 році. За відмову від союзу з Холкарами Ранджит Сінґх дістав визнання як незалежний правитель. Втім, він вимушений був поступитися областю Сатлендж (на кордоні з Пенджабом), переважно землі колишнього місаля Нішанвалі. 

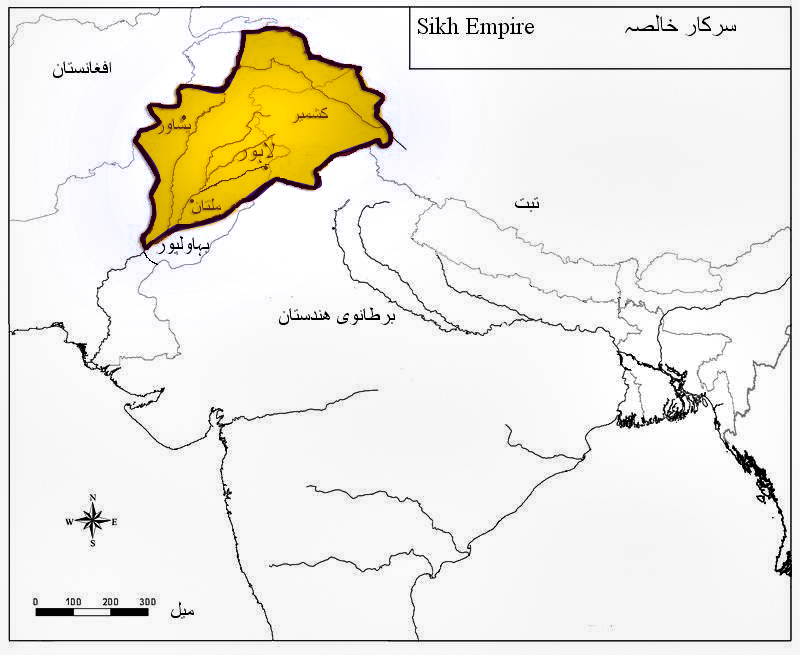
Держава сикхів за правління Ранджит Сінґха

1811 року ліквідував місаль Сінґхпурія та обмежив місаль Канхея. У 1813 році розпочалася війна проти пуштуна Махмуд-шаха Дуррані, війська якого зазнали поразки при Аттоці. У підсумки афганці поступилися деякими землями у західному Пенджабі. 1815 року після смерті Джодх Сінґха, скориставшись колотнечею між його спадкоємцями, захопив місаль Рамгархія. Після цього наказав знести усі фортеці там.
Разом з тим Ранджит продовжував розширювати свої землі: у 1818 році захопив Пешавар, у 1819 — Кашмір. У 1823 році здолав афганське плем'я юсуфзаїв, відтіснивши їх за річку Кабул. 1825 року конфіскував більшу частину місаля Ахлувалія.
У 1833 році гостино зустрів Шуджу-шаха Дуррані, якому в обмін на алмаз Кохінур разом з британцями намагався відновити владу Дуррані в Кандагарі, втім невдало. У 1834 році армія сикхів завдала поразки афганцям при Пешаварі. У 1837 році розпочалася нова війна з афганцями — Дост Мухаммад-ханом, якого було розбито при Джамруді. З цього моменту війни з афганськими племенами та ханами припинилися. Проте у 1839 році уклав союз з британцями проти Дост мухаммада, проте помер 27 червня того ж року ймовірно від постійного надмірного зловживання алкоголем, яке часто супроводжувалося значними дозами опіуму.

### Внутрішня політика

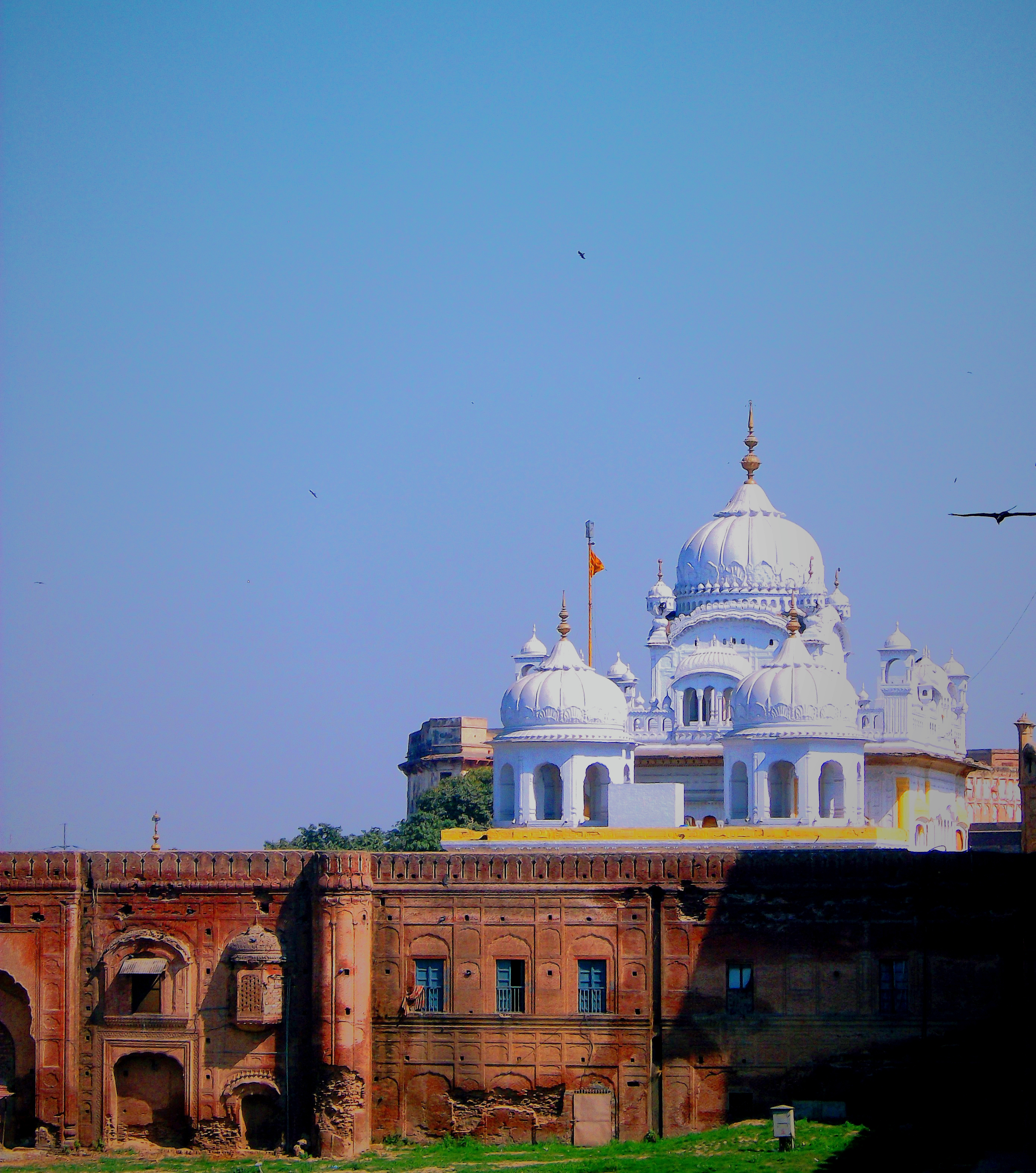
Самадхі (Лахор) з Ранджита Сінгха

За наказом Ранджит Сінґха не чинилися перепони жодній з релігій: чи то ісламові, чи індуїзму або християнству. У 1805 році розширив та прикрасив Золотий храм в Амрітсарі, потім також його коштом споруджено величні храми — Тахат Шрі Гарімандір Джи (Патна, Біхар) та Газур Саґіб (Нандед, місто загибелі Ґобінд Сінґха).

## Зовнішність та вдача
Був невисокого зросту, сутулий, сліпий на ліве око, яке було втрачено ще в дитинстві внаслідок перенесеної віспи.
Усі сучасники відзначають особисту хоробрість Ранджит Сінґха. Манера спілкування магараджі швидко схиляла до нього європейських співрозмовників. Він завжди знаходив, що сказати, вмів швидко сформувати своє уявлення про будь-який предмет розмови, виявляючи високий інтелект і кмітливість. При цьому пам'ять його була просто надзвичайною. Полюбляв ставити своїм співрозмовникам численні та різноманітні питання щодо абсолютно різних речей.
Головною вадою було нестримне пияцтво, яке, на загальну думку європейців, постарило Ранджита Сінгха раніше визначеного терміну і мало стати причиною його смерті. Вживання міцного алкоголю разом із щоденними дозами опіуму нерідко приводило магараджу у стан крайньої нервової неврівноваженості, коли він ставав небезпечним навіть для своїх близьких.